# Louis de Crevant, vévoda z Humières
Louis de Crevant, Duc d'Humières (1628, Francie – 30. srpen 1694, Versailles) byl maršál Francie a guvernér Compiègne, Bourbonnais a Lille.

## Životopis
Byl synem Louise III. de Crevanta, seigneura d'Argy, markýze z Humières (1606-1648), guvernéra v Compiègne, a jeho ženy Isabelle Phélippeaux (1611-1642), z větve rodu Phélippeaux d'Herbault, dcery Raymonda Phélypeauxe d'Herbaulta. Z jejich spojení se narodilo devět dětí, šest synů a tři dcery. Jeho mladší bratr Raymond-Louis de Crevant se angažoval v Královském námořnictvu a během své kariéry dosáhl námořní hodnosti lieutenant général des armées navales.
Byl přítomen při bitvě v Dunách a participoval na francouzsko-nizozemské válce pod Turennem. V roce 1668 byl jmenován maršálem Francie. V bitvě u Casselu byli spolu s maršálem Luxembourgem strůjci vítězství, když asistovali nominálnímu vrchnímu velení Filipa I. Orleánského.
V roce 1688 vpadl do Španělského Nizozemí ale hned následující rok se mu nepodařilo zvítězit v bitvě u Walcourtu proti menší síle.
Oženil se 8. března 1653 s krásnou, bohatou a vlivnou Louisou Antoinettou de la Châtre, komtesou z Nançay. Komtesin vliv (byla dvorní dámou v královnině paláci) a jeho dobré osobní vztahy s Louvoisem pak byly velmi důležité pro jeho kariérní vzestup.
Voltaire o něm pravil, že byl prvním, kterému bylo v zákopech servírováno na stříbře (při obléhání Arrasu roku 1658).